# Damaskusmassakern

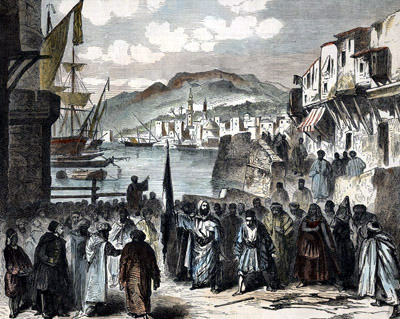
Emir Abd al-Kader (i mitten) under konflikten mellan kristna och muslimer i Libanon 1860.

Damaskusmassakern var en serie händelser varvid 4 000–6 000 kristna maronitiska katoliker dödades av sunnimuslimer i Damaskus i Syrien, 9–18 juli 1860.
Tusentals kristna räddades dock av den algeriske emiren Abd al-Kader (1808–1883).
Efter massakern på kristna av druzerna vid Libanonbergen mars-juli 1860 och av sunnimuslimer 9-18 juli 1860, beslöt de europeiska kolonialmakterna av skicka en expedition för att understödja Ottomanska imperiets sultans trupper för att återupprätta ordningen.
Den franska expeditionen varade i Syrien från augusti 1860 till juni 1861. Enligt Napoleon III var syftet en "humanitär operation". 
Som konsekvens av händelserna blev Libanon autonomt, frigjort från Syrien, 9 juni 1861.